# Чулковка (селище)
Чулковка (рос. Чулковка) — селище в Саткинському районі Челябінської області Російської Федерації.
Населення становить 1142 особи (2010). Входить до складу муніципального утворення Романовське сільське поселення.

## Історія
Згідно із законом від 17 листопада 2004 року органом місцевого самоврядування є Романовське сільське поселення .

## Населення
| 2002 | 2010  |
| ---- | ----- |
| 1132 | ↗1142 |